# شهرستان تیانجون
شهرستان تیانجون (به لاتین: Tianjun County) یک شهرستان‌های جمهوری خلق چین در چین است که در ولایت خودمختار هاایشی مغول و تبتی واقع شده‌است.